# Municipio de Logan (condado de Reynolds)
El municipio de Logan (en inglés: Logan Township) es un municipio ubicado en el condado de Reynolds en el estado estadounidense de Misuri. En el año 2010 tenía una población de 2708 habitantes y una densidad poblacional de 4,95 personas por km².

## Geografía
El municipio de Logan se encuentra ubicado en las coordenadas 37°14′7″N 90°57′54″O / 37.23528, -90.96500. Según la Oficina del Censo de los Estados Unidos, el municipio tiene una superficie total de 546.85 km², de la cual 546,69 km² corresponden a tierra firme y (0,03 %) 0,16 km² es agua.

## Demografía
Según el censo de 2010, había 2708 personas residiendo en el municipio de Logan. La densidad de población era de 4,95 hab./km². De los 2708 habitantes, el municipio de Logan estaba compuesto por el 97,86 % blancos, el 0,15 % eran afroamericanos, el 0,55 % eran amerindios, el 0,15 % eran asiáticos, el 0,04 % eran isleños del Pacífico y el 1,26 % eran de una mezcla de razas. Del total de la población el 0,89 % eran hispanos o latinos de cualquier raza.